# Spelaeomysis servatus
Spelaeomysis servatus är en kräftdjursart som först beskrevs av Fage 1924.  Spelaeomysis servatus ingår i släktet Spelaeomysis och familjen Lepidomysidae. Inga underarter finns listade i Catalogue of Life.